# Roberto Carminati
Roberto Carminati é um cineasta brasileiro.
Iniciou o curso de Administração na Unesc, mas abandonou-o em favor do cinema, formando-se bacharel no Emerson College, em Boston, Estados Unidos. Ali obteve seu mestrado em Artes, e depois iniciou uma carreira docente. Ao mesmo tempo, iniciou sua produção autoral, e seu primeiro filme, A Fronteira (2003), versando sobre as dificuldades enfrentadas pelos imigrantes ilegais, foi bem recebido pela crítica norte-americana, conquistando premiações: Melhor Filme no Festival Latino Americano de Nova Iorque, o prêmio Best Cultural Film no NY Brazil Film Festival, e selecionado no Goldie Film Award entre os 10 melhores filmes culturais estrangeiros.
A experiência propiciou-lhe novos trabalhos, atuando como um dos diretores na novela América (2005), na minissérie Amazônia, de Galvez a Chico Mendes (2006-2007) e na novela Caminho das Índias (2009), escolhida a melhor novela no 37º Prêmio Emmy Internacional, além de receber vários prêmios brasileiros.
Já o filme Segurança Nacional (2010), realizado com o apoio do Ministério da Defesa e do Gabinete de Segurança Institucional da Presidência da República, onde segundo o diretor a ideia foi enaltecer os heróis "que dedicam suas carreiras e vidas para defender a soberania nacional", explorando a ameaça de um ataque terrorista, recebeu análises em geral muito negativas, que em sua maioria criticaram o uso de clichês desgastados, seu escasso realismo e um enredo prejudicado por um patriotismo ufanista e pela excessiva propaganda pró-Forças Armadas, embora sua parte técnica tenha sido em geral considerada adequada. Por outro lado, Bernardo Wahl, em ensaio acadêmico, apesar de reconhecer a má recepção da obra, considerou que ela tem pontos positivos por estimular um debate sobre defesa, cinema e sociedade, "em um momento no qual se discute com mais seriedade a temática defesa nacional no Brasil. [...] Trata-se de um caso atípico no cinema nacional, e que também levanta hipóteses atípicas (narcotraficantes e a posse de bombas nucleares, por exemplo) – mas possíveis, exigindo uma reflexão mais aprofundada e menos conjuntural".
Seu outro filme, The Heartbreaker (O Arrasa-Corações), entrou em uma batalha judicial a respeito de direitos autorais envolvendo a produtora norte-americana e o diretor, teve pré-estreia e divulgação em streaming nos Estados Unidos, mas em 2011 sua exibição e distribuição foram proibidas pela Justiça brasileira. Também teve problemas o filme Se a Vida Começasse Agora, sobre o Rock in Rio, do qual foi co-diretor e produtor. O filme deveria ser lançado em 2015, mas nesse intervalo Carminati sofreu um sério acidente, a produção e captação de recursos atrasaram, foram divulgadas informações conflitantes, gerou-se uma controvérsia pública, o Ministério Público denunciou irregularidades no repasse dos recursos e Carminati acabou sendo condenado pelo Tribunal de Contas do Estado de Santa Catarina a devolver R$ 980 mil aos cofres públicos. Depois de dois anos em suspenso, sua estreia foi anunciada para setembro de 2019.